# Condado de Carter (Missouri)
O Condado de Carter é um dos 114 condados do estado americano de Missouri. A sede do condado é Van Buren, e sua maior cidade é Van Buren. O condado possui uma área de 1 318 km² (dos quais 4 km² estão cobertos por água), uma população de 5 941 habitantes, e uma densidade populacional de 5 hab/km² (segundo o censo nacional de 2000). O condado foi fundado em 1859.